# Lijst van voormalige moskeeën in Spanje

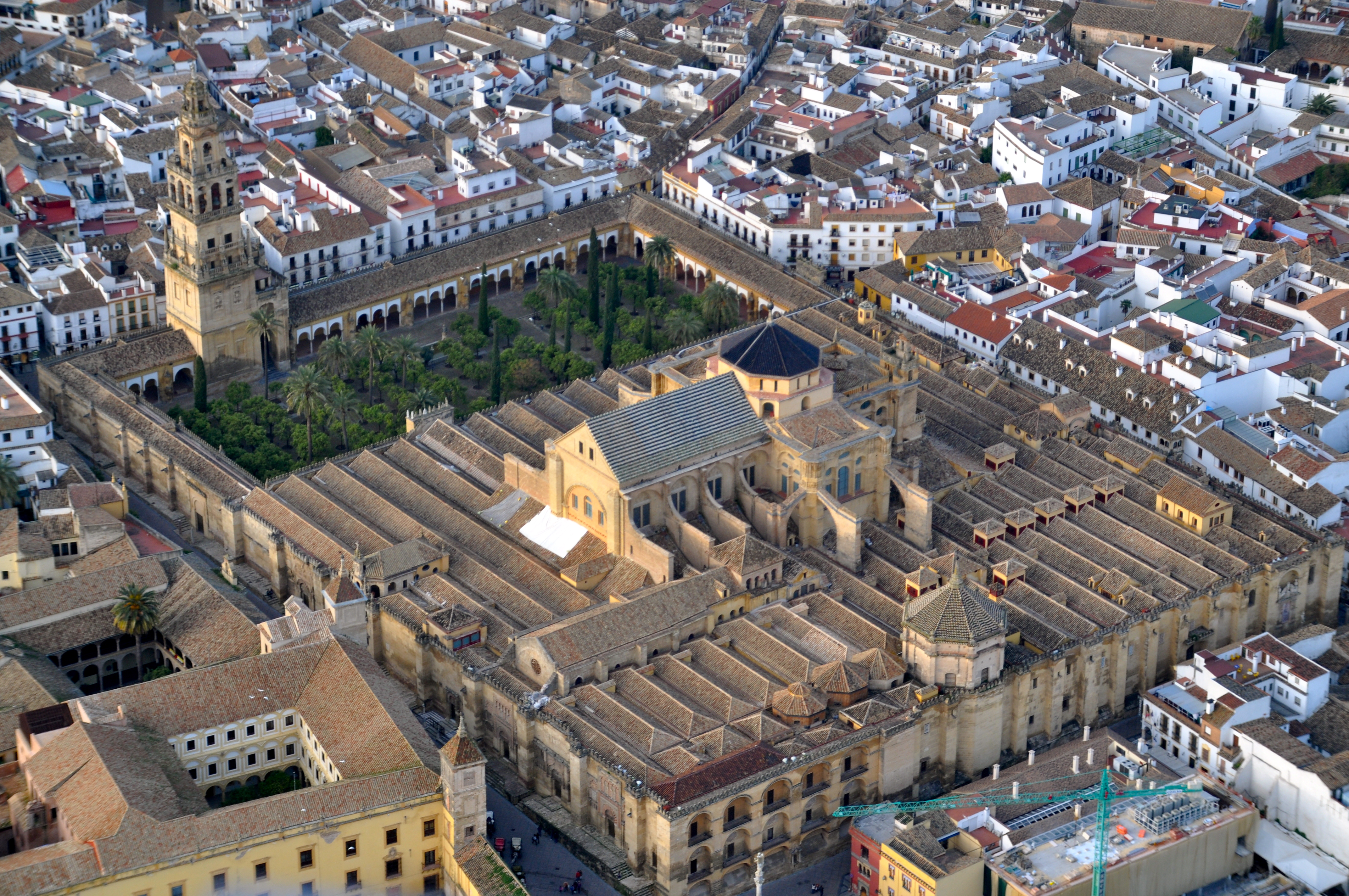
Moskee-kathedraal van Córdoba, een van de best bewaarde oude moskeeën in Spanje

Dit is een lijst van voormalige moskeeën in Spanje. Hij geeft een overzicht van voormalige islamitische moskeeën (Arabisch: Masjid, Spaans: Mezquita) en islamitische gebedshuizen in Spanje. Hij somt enkele maar zeker niet alle oude moskeeën van Spanje op.
De term voormalige moskee in deze lijst omvat elke islamitische moskee (gebouw) of site die wordt gebruikt voor het islamitische gebed (Salah) in Spanje, maar dat is niet meer zo.
De meeste van de voormalige moskeeën in Spanje werden gebouwd en gebruikt als islamitische gebedshuizen tijdens de Al-Andalus (islamitische Spanje) periode van 711 na Christus tot 1492 na Christus toen verschillende islamitische Moorse koninkrijken grote delen van het Iberisch Schiereiland regeerden. De meeste van deze voormalige moskeeën en religieuze gebouwen werden ofwel afgebroken of omgezet in kerken na de christelijke herovering van het Iberisch schiereiland (de Reconquista).
In elke regio bevindt zich een voormalige moskee behalve in Galicië, Asturië, La Rioja, Cantabrië, Baskenland, Melilla en de Canarische Eilanden.

## Geschiedenis
Er zijn slechts schattingen over het aantal voormalige Spaanse moskeeën. Er lijken echter enkele honderden en mogelijk zelfs duizenden moskeeën in Spanje te bestaan. Volgens een schatting waren er alleen al in de stad Córdoba 3000 moskeeën, badhuizen en paleizen. Dit was in de 10e eeuw, toen Córdoba een van de grootste steden ter wereld was en meer dan 250.000 gebouwen had, verspreid over een gebied van vierentwintig kilometer lang en zes mijl breed. Vandaag de dag zijn deze oude moskeeën in Córdoba spoorloos verdwenen, met uitzondering van de Grote Moskee van Córdoba en enkele andere ruïnes en overblijfselen zoals de minaret van San Juan.
Op een keer waren er 137 moskeeën in de medina van Granada toen het de hoofdstad van het emiraat Granada (1230-1492) was. Gedurende deze periode was de medina (stad) van Granada een van de grootste steden in Europa en accepteerde een groot aantal moslimvluchtelingen die werden verbannen uit de christelijk gecontroleerde gebieden. Dit verdubbelde de omvang en maakte het in 1450 de grootste stad van Europa wat betreft bevolking.
Verspreiding van moskeeën was niet beperkt tot de grote steden. Zelfs kleine steden en dorpen hadden meerdere moskeeën gebouwd voor de gemakkelijke en snelle toegang van de gelovigen om hun dagelijkse vijf keer islamitische gebeden (Salah) in de gemeente uit te voeren. Er waren 18 moskeeën in de stad Jerez, waarvan vandaag alleen de moskee in het fort van Alcazar van Jerez de la Frontera overleeft. Er waren 16 moskeeën in Vélez-Málaga (toen bekend als Ballis Medina) tijdens de naseride periode in Granada. Ronda een kleinere stad had zeven of acht moskeeën waarvan er vandaag geen bestaat, behalve een minaret toren van een middelgrote moskee. Ongeveer vijf voormalige moskeeën bestaan nog steeds in Toledo, met de originele structuren op zijn minst gedeeltelijk bewaard, zoals weergegeven in de onderstaande lijst.

## Lijst van voormalige moskeeën in Spanje
| Huidige naam                                                       | Moskee naam                                                                | Foto | Stad                         | Regio              | Jaar van opening            | Jaar sluiting                    | Opmerking | Ref.                 |
| ------------------------------------------------------------------ | -------------------------------------------------------------------------- | ---- | ---------------------------- | ------------------ | --------------------------- | -------------------------------- | --- | -------------------- |
| Moskee-kathedraal van Córdoba                                      | Grote Moskee van Córdoba (Qurṭuba), Aljama Mosque                          |      | Córdoba                      | Andalusië          | Vroege 8e eeuw              | 1236                             | Na de islamitische verovering van Spanje (710 ~) werd de site van de voormalige belangrijkste Visigotische kerk van Córdoba gedurende zeven decennia verdeeld en gedeeld tussen moslims en christenen. Later, Abd al-Rahman I, kocht ik een christelijk deel en bouwde de grote moskee in 785. Grote uitbreidingen werden toegevoegd in de 9e en 10e eeuw, tot de definitieve uitbreiding in de 10e eeuw onder Almanzor. Nadat de christenen Córdoba in 1236 veroverden, veranderde koning Ferdinand III van Castilië de moskee in een kathedraal. Later werd een kathedraal gebouwd in het centrum van de oude moskee, waar de huidige moskee-kathedraal van Córdoba werd ingericht. Het was de op een na grootste moskee ter wereld na de Grote Moskee van Mekka uit de 9e eeuw, tot de Sultan Ahmed-moskee, Istanbul werd gebouwd in 1588. Het had een oppervlakte van 23.400 vierkante meter (2.34 ha) en herbergde naar schatting 32.000 tot 40.000 aanbidders. Huidige moskeestructuur dateert van 784 tot 987. | [ 2 ] [ 3 ]          |
| Moskee van Cristo de la Luz                                        | Mezquita Bab-al-Mardum                                                     |      | Toledo                       | Castilië-La Mancha | 999                         | 1186                             | Omgebouwd tot een kerk. Een van de best bewaarde Moorse moskeeën in Spanje. | [ 2 ] [ 3 ]          |
| Giralda                                                            | Grote Moskee van Sevillia                                                  |      | Sevilla                      | Andalusië          | 1184-1195                   | 1248                             | Alleen de minaret is nog over. Moskee vergelijkbaar in grootte met Grote moskee van Córdoba, verwoest door aardbeving in 1365. Minaret gebruikt als een klokkentoren die hoger werd gebouwd in de 16e eeuw. | [ 2 ]                |
| Mezquita de Almonaster la Real                                     |                                                                            |      | Almonaster la Real           | Andalusië          | 10e eeuw                    |                                  | Gebouwd op de locatie van de Visigotische basiliek uit de 5e eeuw. Omgebouwd tot een kerk na Reconquista. Nationaal Monument sinds 1931. | [ 2 ] [ 3 ]          |
| Mezquita del Alcázar de Jerez la Frontera                          |                                                                            |      | Jerez de la Frontera (Jerez) | Andalusië          | 11e eeuw                    | Halverwege 13e eeuw              | Gelegen in het voormalige Moorse fort Alcazar de Jerez de la Frontera. Alleen bewaard gebleven moskeebouw van 18 voormalige moskeeën in de stad Jerez. Omgebouwd naar kerk na Reconquista. | [ 2 ] [ 3 ]          |
| Moskee van las Tornerías                                           | Al-Mustimim                                                                |      | Toledo                       | Castilië-La Mancha | 1060                        | 1498 - 1505                      | Ongebruikelijke moskee met twee verdiepingen. Werd gebouwd in een drukke commerciële wijk (Arrabal de Francos). Gebruikt als een moskee tot 1498-1505, en andere toepassingen sinds. Restauratie en conservering onlangs gedaan. | [ 3 ] [ 4 ] [ 5 ]    |
| Mezquita de Tórtoles                                               |                                                                            |      | Tarazona                     | Aragón             |                             | 1526                             | Moskee blijft bijna niet veranderd in de latere eeuwen. Het huidige gebouw werd gebouwd in 2 fasen, begin 15e eeuw, andere eind 15e eeuw. Het is verbonden met de overblijfselen van de oude versterkte toren van het stadskasteel. Omgebouwd tot een kerk in 1526. | [ 6 ]                |
| Aljama Moskee van Medina Azahara                                   | Aljama Masjid van Madinat al-Zahra                                         |      | Córdoba                      | Andalusië          | 940                         | 1010                             | Een moskee in Madinat al-Zahra, een uitgestrekte, versterkte Moorse paleis-stad gebouwd door Abd-ar-Rahman III (912-961). Het gemarmerde, juwelencomplex werd eerst geplunderd en vernietigd door moslims en vervolgens door christenen toen de burgeroorlog het kalifaat Córdoba beëindigde. Unesco Werelderfgoed sinds 2018. | [ 7 ]                |
| San Sebastián de Toledo                                            | Masjid Al-Dabbagin (Adabaquín)                                             |      | Toledo                       | Castilië-La Mancha | 10e eeuw                    | 1085~                            | Omgezet in een kerk na 1085 christelijke verovering van het gebied. Meerdere keren gerenoveerd, maar originele interieurstructuur blijft. Gebouw nu gebruikt als concert- en tentoonstellingsruimte. Klokkentoren gebouwd in de 15e eeuw toont kenmerken van de voormalige minaret. De klokkentoren was een minaret en staat nu bekend als de Toren van San Cristóbal. Ruïnes van de Arabische Thermen van Tenerías blijven lager onder op de helling. Een korte verwijzing naar moskee bestaat door Ibn Baskuwal (1101-83) gerapporteerd door Fath ibn Ibrahim. | [ 8 ] [ 9 ]          |
| Kleine koninklijke moskee in het Aljafería Paleis                  |                                                                            |      | Zaragoza                     | Aragón             | 10e eeuw                    |                                  | Gelegen in het grote versterkte paleis. Een kleine achthoekige moskee, ontworpen als een privédienst voor de koning en zijn gezin. Moskee-architectuur geïnspireerd door de moskee van Córdoba. Aljafería staat sinds 1986 op de werelderfgoedlijst van UNESCO. | [ 10 ]               |
| Mezquita-Iglesia de El Salvador, Toledo                            |                                                                            |      | Toledo                       | Castilië-La Mancha | 9e eeuw                     | 1085                             | Moskee gebouwd op voormalig Visigotisch of Romeins substraat. Nu een herbouwde kerk maar opgravingen onthulde 9e-eeuwse structuren en elementen van moskee - hoefijzervorm arcade, primitieve stenen minaret, vloeren, binnenplaats met cisterne. | [ 11 ] [ 12 ]        |
| Alminar de Árchez, Alminar Mudéjar (Mudejar minaret van Árchez)    | Masyid al-Ta`ibin, Mezquita de los Conversos (Moskee van bekeerling)       |      | Árchez                       | Andalusië          |                             | 14e eeuw                         | Slechts 15 meter hoge minaret overblijfselen, gebruikt als belfort van Árchez kerk gebouwd op moskee locatie. Minaret is een Almohaden-architectuurmonument en enige overgebleven juweel van de Nasriden-periode. | [ 14 ]               |
| San Sebastian Minaret (Alminar De San Sebastian)                   |                                                                            |      | Ronda                        | Andalusië          |                             | 1485                             | Alleen de minaret van de middelgrote moskee in de wijk Plaza Abul Beka is nog over. Minaret werd uitgebreid en gebruikt als een klokkentoren. De moskee werd omgezet in een kerk maar vernietigd in de 17e eeuw tijdens een opstand van Moriscos. Ronda was 700 jaar een moslimstad. De stad had 7 of 8 moskeeën, geen enkele overleeft vandaag. | [ 15 ]               |
| Alminar de San Juan (Minaret van San Juan)                         |                                                                            |      | Córdoba                      | Andalusië          | 930                         | 1236                             | Alleen minaretresten van een moskee gebouwd in 930 tijdens de 1e Iberische Omajjaden kalief 'Abd al-Rahman III. Nu is het de klokkentoren van de kerk van San Juan. | [ 16 ]               |
| Iglesia de Santiago del Arrabal                                    |                                                                            |      | Toledo                       | Castilië-La Mancha |                             |                                  | Omgevormd tot kerk in 1223-25. Kalantaattijdperk minaret overleeft. De kerk is een meesterwerk uit de Mudéjar-stijl, gebouwd in 1245-47 op eerdere bouwwerken van een moskee en een Visigotisch gebouw. | [ 17 ]               |
| Kerk van Nuestra Señora de la Encarnación (Benaque, Macharaviaya)  |                                                                            |      | Macharaviaya                 | Andalusië          |                             |                                  | Een van de weinige bewaarde moskeeën met originele minaret en massief bouwblok opgetrokken in baksteen en metselwerk. Binnenlandse enige rechthoekige gebedszaal nu een kerkschip. Boringen naar de muur van Mekka in 2003 toonde een originele moskee constructie en 19e-eeuws werk. In het document van het Reconquista-tijdperk staat: "... Terwijl het de visitatie en hervorming was van de huizen in de alcayua (of alamiya) in Benaque, gebruikten de bewoners de moskee als parochiekerk, waar ze beelden hadden en de mis hoorden ..." | [ 18 ]               |
| Kathedraal van Toledo                                              |                                                                            |      | Toledo                       | Castilië-La Mancha |                             |                                  | De oudste gegevens dateren van het jaar 587. Het was toen een Visigotische kerk. Later werd de kerk afgebroken en bouwde de Moren een moskee op die plaats. Na de reconquista werd het weer een kerk. |                      |
| Iglesia de San Nicolás                                             |                                                                            |      | Granada                      | Andalusië          |                             |                                  | De kerk staat op de plaats van een voormalige moskee. |                      |
| Iglesia de San Cristóbal                                           |                                                                            |      | Granada                      | Andalusië          |                             |                                  | De kerk werd in 1501 opgetrokken in Mudéjar-kunststijl. Ze kwam in de plaats van een oude moskee als gevolg van de Reconquista die de cultuur van de Moren uit Spanje verdreef. De kerk fungeerde als parochiekerk voor de Moren die zich tot het christendom hadden bekeerd en zo hun verblijf in Granada veilig konden stellen. |                      |
| Catedral de San Juan de Albacete                                   |                                                                            |      | Albacete                     | Castilië-La Mancha |                             |                                  | De kathedraal kwam op de plaats van een oude Moorse moskee. |                      |
| Kathedraal van Girona                                              |                                                                            |      | Girona                       | Catalonië          | 717                         | 908                              | Voor de islamitische verovering van het Iberisch Schiereiland bestond er op deze plek al een primitieve christelijke kerk, welke echter in 717 werd veranderd in een moskee. De Franken heroverden de stad in 785 onder Karel de Grote en de kerk werd opnieuw ingewijd in 908. |                      |
| Kathedraal van Ceuta                                               | Grote Moskee van Sebta                                                     |      | Ceuta                        | Ceuta              |                             |                                  | In opdracht van keizer Justinianus I werd in de 6de eeuw een kerk gebouwd in Ceuta. Later kwam Ceuta in handen van moslims en werd de kerk veranderd in een moskee. Na de Portugese verovering van 1415 op de Meriniden werd deze moskee omgetoverd tot een christelijke tempel met de nodige aanpassingen. |                      |
| Ciutadella de Menorca Kathedraal                                   |                                                                            |      | Ciutadella de Menorca        | Balearen           |                             |                                  | De kathedraalbasiliek van Ciutadella de Menorca is een rooms-katholieke kerk. Het werd gebouwd op bevel van koning Alfons III van Aragón, de veroveraar van het eiland, in 1287 op de plaats van een oude moskee. |                      |
| Iglesia de San Andrés                                              |                                                                            |      | Toledo                       | Castilië-La Mancha |                             |                                  | De voormalige Almohaden moskee werd later in een kerk veranderd. |                      |
| Iglesia de San Lorenzo                                             |                                                                            |      | Toledo                       | Castilië-La Mancha |                             |                                  | De kerk werd gebouwd op de resten van een oude moskee. |                      |
| Co-Kathedraal van Guadalajara                                      |                                                                            |      | Guadalajara                  | Castilië-La Mancha |                             |                                  | De kathedraal werd gebouwd op resten van een oude moskee. |                      |
| Iglesia de San Lucas                                               |                                                                            |      | Toledo                       | Castilië-La Mancha |                             |                                  | Vanwege de Mozarabische stijl is het onduidelijk of het een kerk of moskee was. Vermoedelijk was het een moskee die later in een kerk werd veranderd. |                      |
| Iglesia de Santo Tomé                                              |                                                                            |      | Toledo                       | Castilië-La Mancha |                             |                                  | De Iglesia de Santo Tomé is een kerk in het historische centrum van Toledo en werd gesticht na de herovering van deze stad door koning Alfonso VI van León. Het lijkt geciteerd in de 12e eeuw, zoals gebouwd op de plaats van een oude moskee van de 11e eeuw. Deze moskee, samen met andere moskeeën in de stad, werden zonder ingrijpende veranderingen gebruikt als christelijke kerken, omdat er bij de verovering van de stad geen gebouwen werden vernietigd. Echter, aan het begin van de 14e eeuw werd het in een ruïneuze staat volledig herbouwd, belast met Gonzalo Ruiz de Toledo, Lord of Orgaz en de oude minaret van de moskee werd omgevormd tot een klokkentoren in Mudéjar-stijl. |                      |
| Kathedraal van Jaén                                                |                                                                            |      | Jaén                         | Andalusië          |                             |                                  | De kathedraal staat op een plek die ooit werd bezet door een moskee. De bouw begon in 1249 boven op de ruïnes van de moskee. |                      |
| Kathedraal van Murcia                                              |                                                                            |      | Murcia                       | Murcia             |                             |                                  | De christelijke koning Jaime I de Veroveraar veroverde de stad tijdens de Mudéjar-opstand van 1264-66. Ondanks een bestaand pact met de moslims van de stad dat de vernietiging van een moskee heeft voorkomen, nam Jaime de Grote Moskee of Aljamía om het toe te wijden aan de Maagd Maria; een gewoonte die hij oplegde bij het veroveren van een nederzetting. Het was echter pas in de 14e eeuw dat de bouw van de kathedraal zou beginnen. In 1385 begon het werk aan de fundamenten en in 1388 werd de eerste steen gelegd. Nog eens zes jaar gingen voorbij totdat de constructies naar boven doorliepen; de kathedraal zou in oktober 1467 klaar zijn. Tegenwoordig is er ook een museum bij de kathedraal. |                      |
| Kathedraal van Palma                                               |                                                                            |      | Palma                        | Balearen           |                             |                                  | Ooit stond er een Moorse moskee op de plaats van de huidige kathedraal. |                      |
| Iglesia de las Santas Justa y Rufina                               |                                                                            |      | Toledo                       | Castilië-La Mancha |                             |                                  | Arabische tekens op de muur wijzen erop dat deze kerk ooit een moskee was. |                      |
| Kathedraal van Tudela                                              | Mezquita mayor de Tudela                                                   |      | Tudela                       | Navarra            | 9de eeuw                    | 1121                             | Christenen onder Alfonso de Battler veroverden Tudela in 1119. De stad was onder moslimcontrole, hoewel er drie religieuze gemeenschappen daar woonden. In de nasleep van de verovering werden moslims gedwongen om in een buitenwijk buiten de stadsmuren te wonen. De belangrijkste moskee van de stad werd overgedragen aan de kerk. De site was bestemd voor de bouw van een kerk (voorafgaand aan de moskee was er een kerk gewijd aan Santa Maria la Blanca). De bouw begon in 1168 aan een collegiale kerk. |                      |
| Kerk van San Esteban                                               |                                                                            |      | Valencia                     | Valencia           |                             |                                  | De Iglesia de San Esteban is een van de oudste kerken in Valencia, het is gebouwd op de plaats van een van de moskeeën die in de stad stonden toen het onder islamitische heerschappij stond. |                      |
| Kathedraal van de Verlosser van Zaragoza                           | Aljama de Saraqusta, Mezquita Mayor de Zaragoz (Grote Moskee van Zaragoza) |      | Zaragoza                     | Aragón             | 714-716                     | 1119                             | Een van de grootste en oudste moskeeën in Spanje. Later vergroot tot 54 × 86 meter. Zag eruit als de grote moskee van Córdoba. Voor het eerst gebouwd door Hanas ben Abdallah als San'ani, een discipel van de profeet Muahmmad volgens al-Humauydi. Omgezet in Kathedraal ondanks een andere Kathedraal die zeer dichtbij door christenen tijdens Moorse regel wordt gebruikt. Minaret duurde tot de 17e eeuw. Restauratie in 1999, onthulde moskeeën, ingangslocatie etc. | [ 20 ] [ 21 ]        |
| Iglesia de San Nicolás                                             | Aljama moskee van Mayrit                                                   |      | Madrid                       | Madrid             |                             |                                  | Huidige oudste kerk in Madrid dateert uit 1202. Gebouwd over een moskee van islamitische Mayrit. Weinig archeologen geloven dat de klokkentoren uit de 12e eeuw een oude minaret was. Toren in Moorse Arabische Mudéjar-architectuur. Moslims verloren Madrid in 1085. | [ 22 ] [ 23 ] [ 24 ] |
| Kathedraal van Granada                                             | Nasride Grote Moskee van Granada                                           |      | Granada                      | Andalusië          |                             |                                  | Emiraat Granada, het laatste islamitische koninkrijk in Spanje, viel in 1492. Granada Kathedraal begon in 1505 op de plaats van de belangrijkste moskee van de stad. Koninklijke kapel van Granada is gebouwd op het voormalige terras van de Grote Moskee. | [ 25 ] [ 25 ]        |
| Basílica de Santa María de la Asunción                             |                                                                            |      | Arcos de la Frontera         | Andalusië          |                             |                                  | Kerk werd gebouwd in de 15e-16e eeuw op de overblijfselen van een Moorse moskee. Site dateert uit de 8e-9e eeuw. | [ 26 ]               |
| Baza Kathedraal                                                    |                                                                            |      | Baza                         | Andalusië          |                             |                                  | Kathedraal werd gebouwd op de plaats van een oude moskee in de 16e eeuw. Baza stond onder Moorse overheersing van 713 tot 1489 na Christus met een bevolking van 50.000. | [ 27 ]               |
| Guadix Kathedraal                                                  | Al-Hama moskee                                                             |      | Guadix                       | Andalusië          |                             |                                  | Principe moskee van Guadix toen moslims het beheerden van 711 tot 1489. Moskee gebouwd over een Visigotische tempel. Kathedraal begon bouw over moskee in 1710. | [ 30 ]               |
| Santa Catalina                                                     |                                                                            |      | Valencia                     | Valencia           |                             | 13e eeuw                         | Omgebouwd tot kerkelijke shorty na reconquista in de 13e eeuw. Kerk is sindsdien meerdere keren herbouwd. | [ 31 ]               |
| Kathedraal van Valencia                                            |                                                                            |      | Valencia                     | Valencia           |                             |                                  | Oorspronkelijk was het een Romeinse tempel en werd het een Visigotische kathedraal. Daarna naar een moskee onder de Moren. Teruggekeerd naar een kathedraal in 1238 na Reconquista en later herbouwd. | [ 33 ]               |
| Iglesia de San Román (Museum van de Raden van Toledo)              |                                                                            |      | Toledo                       | Castilië-La Mancha |                             |                                  | Mudejar-stijl herbouwde kerk uit de 13e eeuw. Maar sporen blijven over aan een kalifaatmoskee, primitieve Visigoth-kerkpijlers en mogelijke eerdere Romeinse bouwwerken. Groepen van drie, toral bogen zoals in een gebedshal van een kalifaatmoskee en twee delen in Mudejar-klokkentoren wijzen op oude Islamitische minaretbasis. | [ 34 ] [ 35 ]        |
| Oude Kathedraal van Lleida                                         |                                                                            |      | Lleida                       | Catalonië          | 882                         | 1149                             | In 882 op deze heuvel herordende Moors de verdediging van de Visigotische structuur en bouwde het kasteel Zuda met de moskee. Na Reconquista, zowel bekeerd als later herbouwd tot kathedraal. [40] 2 fornículas gered van de moskee van de oude stad op een kathedraal deur. | [ 36 ]               |
| Kerk van Onze Lieve Vrouw van de Assumptie                         | Mimbar de Alfacar                                                          |      | Alfacar                      | Andalusië          |                             | 1500                             | Arabische moskee toegewijd na de opstand in 1500 en een primitieve kerk gebouwd op zijn grondvesten. Huidige kerk gebouwd in Mudejar-stijl in 1557 na het slopen van de oude kerk. Einde van het islamitische tijdperk bestond uit 980 mensen en 245 huizen. | [ 37 ] [ 38 ]        |
| Kerk van Santa Maria de Tarifa                                     |                                                                            |      | Tarifa                       | Andalusië          |                             |                                  | Kerk werd gebouwd eind van de 13e eeuw boven moskee blijft. Vier kolommen en een deel van het cassetteplafond van de moskee zijn nog steeds bewaard gebleven. |                      |
| Iglesia de San Mateo                                               |                                                                            |      | Tarifa                       | Andalusië          |                             |                                  | Oude moskee op het terrein van het fort van de stad Alcazar. Huidige kerk gebouwd in 1506 op overblijfselen van de oude moskee. |                      |
| Kerk van Santa María la Mayor                                      | Aljama Moskee van Velez-Malaga                                             |      | Vélez-Málaga                 | Andalusië          |                             | 1487                             | De kerk werd gebouwd op de restanten van de oude moskee van Velez-Malaga. Tegenwoordig is het een museum. | [ 41 ]               |
| Kerk van Santa María                                               |                                                                            |      | Écija                        | Andalusië          | 1262                        | 16e of 17e eeuw                  | De kerk werd gebouwd op de restanten van een oude mudejar moskee. |                      |
| Kerk van Santa María del Mercado                                   |                                                                            |      | Alburquerque                 | Extremadura        |                             | 13e eeuw                         | De kerk werd gebouwd op de restanten van een oude moskee. |                      |
| Kerk van San Mateo                                                 |                                                                            |      | Cáceres                      | Extremadura        |                             |                                  | De kerk werd gebouwd op de restanten van een oude moskee. Tegenwoordig is het een kerk. |                      |
| Kathedraal van Coria                                               |                                                                            |      | Coria                        | Extremadura        |                             |                                  | Het gebouw was eerst een Visigotische kathedraal. Later werd het omgebouwd naar een moskee. Na de reconquista werd het terug een kathedraal. In 1755 raakte de kathedraal beschadigd door een aardbeving. |                      |
| Kathedraal van Badajoz                                             |                                                                            |      | Badajoz                      | Extremadura        |                             | 1230                             | Na de verovering in 1230 door koning Alfonso IX van Leon besloot hij om van de moskee een kathedraal te maken. Na 2 jaar begon de bouw van de kathedraal op de plaats van de oude moskee. |                      |
| Kerk van San Pedro                                                 |                                                                            |      | Murcia                       | Murcia             |                             | 1266                             | Sinds de verovering van de stad door Jaime I van Aragon in 1266 werd de moskee omgebouwd tot een kerk. |                      |
| Kerk van San Bartolomé                                             |                                                                            |      | Murcia                       | Murcia             |                             | 1266                             | De kerk staat op de plaats van een moskee. |                      |
| Kerk van Nuestra Señora de los Dolores                             |                                                                            |      | Murcia                       | Murcia             |                             | 1266                             | Historici vermoeden dat de kerk gebouwd is op de plaats van een moskee. |                      |
| Baseliek van San Miguel                                            |                                                                            |      | Palma                        | Balearen           |                             | 1229                             | Het is een van de oudste kerken van het eiland en staat op de plaats waar een oude moskee zich bevond. |                      |
| Kerk van Santa María la Blancal                                    |                                                                            |      | Alcorcón                     | Madrid             |                             |                                  | Er wordt gezegd dat de kerk gebouwd is op de resten van een moskee. |                      |
| Kerk van Santo Domingo de Silos                                    |                                                                            |      | Pozuelo del Rey              | Madrid             |                             |                                  | De toren en vermoedelijk ook de kerk zou dateren van overblijfselen van een oude moskee. |                      |
| Kerk van San Pedro el Viejo                                        |                                                                            |      | Madrid                       | Madrid             |                             |                                  | Men vermoedt dat de kerk werd gebouwd op restanten van een moskee. |                      |
| Kerk van Santa María de la Almudena                                |                                                                            |      | Madrid                       | Madrid             |                             |                                  | Men vermoedt dat de kerk werd gebouwd op restanten van een moskee. De kerk werd vernietigd in 1868. |                      |
| Kerk van Santo Domingo de Silos                                    |                                                                            |      | Pinto                        | Madrid             |                             |                                  | Het is mogelijk dat de kerk een moskee was maar het is zeker dat het een Visigotische oorsprong heeft. |                      |
| Kerk van Santa María del Castillo                                  |                                                                            |      | Buitrago del Lozoya          | Madrid             |                             |                                  | De kerk werd gebouwd aan het begin van de 14e eeuw, waarschijnlijk op een oude moskee. |                      |
| Kerk van San Juan Bautista                                         |                                                                            |      | Madrid                       | Madrid             |                             |                                  | Men vermoedt dat de kerk werd gebouwd op restanten van een moskee. |                      |
| Kerk van San Pedro                                                 |                                                                            |      | Fraga                        | Aragón             |                             |                                  | Voorheen was de kerk een moskee. |                      |
| Kathedraal van Huesca                                              |                                                                            |      | Huesca                       | Aragón             |                             |                                  | Na de verovering van Huesca werd er in de moskee christelijke erediensten gehouden. Dit bleef bijna twee eeuwen tot de koning besliste om er een kathedraal bovenop te laten bouwen. De moskee dateert waarschijnlijk uit de taifa-periode. |                      |
| Kerk van la Asunción de Nuestra Señora                             |                                                                            |      | Maluenda                     | Aragón             |                             |                                  | De kerk is mogelijk gebouwd op resten van een oude moskee. |                      |
| Kerk van San Miguel Arcángel                                       |                                                                            |      | Alfajarín                    | Aragón             |                             | 12e eeuw                         | De kerk is gebouwd op resten van een oude moskee. De restanten zijn nog zichtbaar. |                      |
| Kerk van San Pedro Apóstol                                         |                                                                            |      | Alagón                       | Aragón             |                             |                                  | De kerk is gebouwd op resten van een oude moskee waarvan enkel de minaret overbleef. De moskee dateerde uit de tijd van de Taifa Zaragoza. |                      |
| De toren van Santa María de Ateca                                  |                                                                            |      | Ateca                        | Aragón             |                             |                                  | Het onderste deel van de toren heeft een Almohaden minaretstructuur en men vermoedt weleens dat het de minaret was van een voormalige moskee. |                      |
| De Collegiale kerk van Santa María la Mayor (Calatayud)            |                                                                            |      | Calatayud                    | Aragón             |                             | 1120                             | De Collegiale kerk werd gebouwd op de restanten van een oude moskee. |                      |
| De Collegiale kerk van Santa María la Mayor (Caspe)                |                                                                            |      | Caspe                        | Aragón             |                             |                                  | Na de verovering van Caspe in 1169 werd de moskee omgebouwd tot een kerk. In 1908 werd de kerk uitgeroepen tot nationaal monument. |                      |
| Kerk van San Salvador                                              |                                                                            |      | Tudela                       | Navarra            |                             |                                  | Sommige historici menen dat de kerk gebouwd werd op de plaats waar ooit een moskee stond. |                      |
| Kerk van San Julián                                                | Mezquita de la Puerta de Zaragoza (Tudela)                                 |      | Tudela                       | Navarra            | 9de eeuw                    | 12de of 13de eeuw                | Men verondersteld dat de kerk werd vermoedelijk gebouwd in de 12de of 13de eeuw op restanten van een ouder moskee. |                      |
| Kerk van San Juan Bautista                                         | Mezquita de La Alcazara (Tudela)                                           |      | Tudela                       | Navarra            | 1119                        | 1518                             | Na de verovering van Tudela door Alfonso I de Battler in 1119, weken de moslims uit naar de nieuwe wijk La Morería en bouwden ze de moskee. Nadat de Moren in 1516 werden verdreven werd het in 1518 omgebouwd tot een kerk. |                      |
| Kathedraal van Santa Tecla de Tarragona                            |                                                                            |      | Tarragona                    | Catalonië          |                             |                                  | De kathedraal was eerst een heidense tempel van de Romeinen, dan werd het een Visigotische kathedraal en dan een moskee. Nadat de Moren verdreven werden werd het omgebouwd tot een kathedraal. |                      |
| Iglesia vieja de Miravet                                           |                                                                            |      | Miravet                      | Catalonië          |                             |                                  | De kerk ligt op de overblijfselen van een voormalige moskee en de bouw van de kerk begon in de 16e eeuw. |                      |
| Santuario del Santo Cristo                                         |                                                                            |      | Balaguer                     | Catalonië          |                             |                                  | Voorheen was de kerk een moskee van de Moren. |                      |
| Kerk van San Julián de Coaner                                      |                                                                            |      | Sant Mateu de Bages          | Catalonië          |                             |                                  | Er wordt aangenomen dat een deel van de kerk een moskee was. |                      |
| Kathedraal van Tortosa                                             |                                                                            |      | Tortosa                      | Catalonië          |                             | 1148                             | Nadat Ramon Berenguer IV de stad veroverde veranderde hij onmiddellijk de moskee tot een kathedraal. |                      |
| Baseliek van Nuestra Señora del Socorro (Aspe)                     |                                                                            |      | Aspe                         | Valencia           |                             |                                  | De basiliek werd in 1602 gebouwd op de plaats van een Moorse moskee. |                      |
| Basílica menor de Santa María de Elche                             |                                                                            |      | Elx                          | Valencia           |                             |                                  | Toen Koning Jaime I van Aragon de stad in 1265 veroverde op de Moren bouwde hij een basiliek op de plaats van de oude moskee. |                      |
| Concatedral de San Nicolás de Bari                                 |                                                                            |      | Alicante                     | Valencia           |                             |                                  | De kerk-kathedraal werd gebouwd tussen 1616 en 1662 in gotische stijl op restanten van een oude Moorse moskee. |                      |
| Kathedraal van Orihuela                                            |                                                                            |      | Orihuela                     | Valencia           |                             |                                  | Het werd gebouwd als een eenvoudige parochiekerk boven een reeds bestaande Moorse moskee, en werd later in 1281 in opdracht van koning Alfons X van Castilië in een kerk omgezet. In 1413 verhoogde paus Benedictus XIII het naar de rang van collegiaal, totdat het een kathedraal werd in 1510. |                      |
| Kerk van San Nicolás de Bari y San Pedro Mártir                    |                                                                            |      | Valencia                     | Valencia           | 8e eeuw                     | 1238                             | Tot de komst van de moslims in de 8e eeuw was het een Visigotische kerk. Dit bleef enkele honderden jaren een moskee tot Koning Jaime I van Aragon in 1238 de stad veroverde op de Moren en de moskee veranderde naar een kerk. |                      |
| Kerk van Santa María (Villena)                                     |                                                                            |      | Villena                      | Valencia           |                             |                                  | De kerk werd gebouwd op de plaats van een oude Moorse moskee. |                      |
| Kerk van San Pedro (Paterna)                                       |                                                                            |      | Paterna                      | Valencia           |                             |                                  | De kerk werd in de 14e eeuw gebouwd op de plaats van een oude Moorse moskee. |                      |
| Kerk van Nuestra Señora de los Ángeles (Bejís)                     |                                                                            |      | Bejís                        | Valencia           |                             |                                  | In 1228 werd Bejís veroverd door Don Pedro Fernández de Azagra en de moskee die door de Moorse bevolking gebruikt werd werd omgebouwd tot een kerk. |                      |
| Kerk van El Salvador (Cocentaina)                                  |                                                                            |      | Cocentaina                   | Valencia           |                             |                                  | De kerk van El Salvador de Cocentaina werd gebouwd op de oude moskee in de tweede helft van de 16e eeuw. |                      |
| Iglesia Arciprestal de la Asunción de Nuestra Señora (Pego)        |                                                                            |      | Pego                         | Valencia           |                             |                                  | De kerk werd in de 16e eeuw op ruïnes van een oudere kerk dat op zijn beurt weer gebouwd werd op resten van een oude moskee. |                      |
| Kerk van San Jaime Apóstol (Gayanes)                               |                                                                            |      | Gaianes                      | Valencia           |                             |                                  | De kerk werd gebouwd in 1526 op de oude moskee, die eerder was vernietigd. De klokkentoren staat precies op dezelfde plek waar de minaret van de oude moskee was. |                      |
| Kerk van San Miguel Arcángel (Gata de Gorgos)                      |                                                                            |      | Gata de Gorgos               | Valencia           |                             |                                  | De kerk was mogelijk een oude Moorse moskee. |                      |
| Kerk van Santa Ana (Elda)                                          |                                                                            |      | Elda                         | Valencia           |                             |                                  | De kerk werd gebouwd in 1528 op de ruïnes van een bestaande moskee, in opdracht van Juan Francisco Perez Calvillo Coloma. |                      |
| Kerk van Nuestra Señora del Don (Alfafar)                          |                                                                            |      | Alfafar                      | Valencia           |                             |                                  | De kerk zou mogelijk gebouwd zijn op een reeds bestaande moskee. |                      |
| Kerk van la Natividad de Nuestra Señora (Sagunto)                  |                                                                            |      | Sagunto                      | Valencia           |                             |                                  | De bouw van de tempel begon in 1334 op de oude moskee. |                      |
| Iglesia de la Sangre (Liria)                                       |                                                                            |      | Llíria                       | Valencia           |                             |                                  | De kerk zou staan op de plaats van een oude moskee. |                      |
| Kerk van San Vicente Ferrer (Algimia de Alfara)                    |                                                                            |      | Algimia de Alfara            | Valencia           |                             |                                  | De oude moskee werd omgebouwd tot een kerk. |                      |
| Kerk van el Santísimo Cristo del Salvador (Valencia)               |                                                                            |      | Valencia                     | Valencia           |                             | 13e eeuw                         | De kerk werd in de 13e eeuw na de verovering van Valencia gebouwd op een moskee. |                      |
| Kerk van San Juan de la Cruz (Valencia)                            |                                                                            |      | Valencia                     | Valencia           |                             |                                  | Na de verovering van Valencia door Jaime I de Aragón werd de toenmalige moskee omgebouwd tot een kerk. |                      |
| Kerk van los Santos Juanes (Valencia)                              |                                                                            |      | Valencia                     | Valencia           |                             |                                  | De kerk heeft zijn oorsprong in een oude Moorse moskee die na de christelijke verovering van de stad veranderd werd in een kerk. |                      |
| Kerk van Nuestra Señora de los Ángeles (Bechí)                     |                                                                            |      | Betxí                        | Valencia           |                             |                                  | De kerk bevindt zich hoogstwaarschijnlijk op de plaats van een moskee. |                      |
| Kerk van la Asunción de Nuestra Señora (Chilches)                  |                                                                            |      | Chilches                     | Valencia           |                             |                                  | Men vermoedt dat de kerk gebouwd is op resten van een oude moskee. |                      |
| Iglesia de San Juan Bautista (Artana)                              |                                                                            |      | Artana                       | Valencia           |                             |                                  | Men vermoedt dat de kerk gebouwd is op resten van een oude moskee die op zijn beurt op een oude tempel gebouwd zou zijn. |                      |
| Kerk van San Miguel (Ahín)                                         |                                                                            |      | Aín                          | Valencia           |                             |                                  | De kerk staat op de plaats waar ooit een moskee stond. De moskee dateert uit de tijd van het Al-Andalus tijdperk. |                      |
| Iglesia Primitiva (Villa de Altura)                                |                                                                            |      | Altura                       | Valencia           |                             |                                  | De kerk werd gebouwd in Gotische stlijl op de plaats waar mogelijk ooit een moskee stond. |                      |
| Kerk van San Nicolás de Bari (Castellón de la Plana)               |                                                                            |      | Castellón de la Plana        | Valencia           |                             |                                  | De oude moskee werd later een kerk. In 1535, werd het in eerste instantie gebruikt als een kapel voor de catechese van moslims die zich tot het christendom bekeerden in de stad. |                      |
| Iglesia de San Pedro Apóstol (Gaibiel)                             |                                                                            |      | Gaibiel                      | Valencia           |                             |                                  | Na de verovering door de troepen van koning James I van Aragon werd net als op vele plaatsen de moskeeën omgebouwd tot een kerk. |                      |
| Iglesia de la Inmaculada Concepción (Mezquetillas)                 |                                                                            |      | Alcubilla de las Peñas       | Castilië en León   |                             |                                  | De kerk is hoogstwaarschijnlijk gebouwd op overblijfselen van een oudere moskee. |                      |
| Iglesia de Santa María la Mayor (Alcázar de San Juan)              |                                                                            |      | Alcázar de San Juan          | Castilië-La Mancha | 6e eeuw                     | Tot de reconquista               | Dit gebouw was gedurende eeuwen heen een gebedshuis voor verschillende religies. Eerst van het een Iberische tempel, vervolgens een Romeinse tempel, christelijke gebouw van de Visigoten, een Moorse moskee en na de reconquista terug een christelijke gebouw. |                      |
| Santuario de la Encarnación (Carrión de Calatrava)                 |                                                                            |      | Carrión de Calatrava         | Castilië-La Mancha | Ongeveer rond het jaar 1000 |                                  | Het gebouw is zeer waarschijnlijk een moskee geweest. Er is ook een kapel en een begraafplaats rondomheen gebouwd. |                      |
| Iglesia de Santa Catalina                                          |                                                                            |      | Caudete                      | Castilië-La Mancha |                             | Vermoedelijk 14de eeuw           | Het is niet duidelijk of de kerk gebouwd is op restanten van een oude moskee of dat de moskee werd getransformeerd tot een kerk. |                      |
| Santuario de Nuestra Señora de la Encarnación                      |                                                                            |      | Tobarra                      | Castilië-La Mancha |                             |                                  | Het is mogelijk gebouwd op restanten van een oude moskee. |                      |
| Iglesia de Santa María de la Asunción (Ocaña)                      |                                                                            |      | Ocaña                        | Castilië-La Mancha |                             | Einde 11de eeuw, begin 12de eeuw | De oorsprong van de parochiekerk van Santa María de la Asunción dateert uit een oude moskee uit de 12e eeuw. |                      |
| Iglesia de San Juan Evangelista (Almería)                          | Aljama-moskee van Almeria                                                  |      | Almería                      | Andalusië          | 965                         | 1489                             | In de voormalige moskee konden 9000 gelovigen bidden. De moskee werd later door de Almohaden uitgebreid. Kort na de verovering van Almeria door de kruisvaarders, die plaatsvond op 26 december 1489, werd de moskee ingewijd als de kerk van Santa María. |                      |
| Iglesia de San Pedro el Viejo (Almería)                            |                                                                            |      | Almería                      | Andalusië          |                             | Tussen 1601 en 1630              | De kerk werd gebouwd op de plaats van een oude moskee. |                      |
| Iglesia de San Pedro (Almería)                                     |                                                                            |      | Almería                      | Andalusië          |                             | 1495                             | De kerk werd gebouwd op de plaats van een oude moskee. |                      |
| Iglesia de San Roque (Almería)                                     |                                                                            |      | Almería                      | Andalusië          |                             | Rond 1500                        | De kerk staat op de plaats van een oude moskee. Na de verovering van Almeria werd de oude moskee getrasformeerd tot een kerk. |                      |
| Iglesia de San Sebastián (Almería)                                 |                                                                            |      | Almería                      | Andalusië          |                             |                                  | Na de christelijke verovering van Almeria in 1489 werd de moskee getransformeerd tot een kerk. |                      |
| Iglesia de Santa María (Mojácar)                                   |                                                                            |      | Mojácar                      | Andalusië          |                             |                                  | Het is een fortkerk gebouwd door maestro Sebastián Segura in 1560 op de oude belangrijkste moskee die zich in deze omheining bevond. Dit oude fort, eerst Moors en vervolgens christelijk, werd na de herovering weer omgezet in christelijke eredienst; Het vervulde zijn dubbele functie: religieus en als een verdedigingsfort tegen de aanvallen die de plaats kon krijgen. |                      |
| Iglesia de Nuestra Señora de la Encarnación (Íllora)               |                                                                            |      | Íllora                       | Andalusië          |                             |                                  | De kerk werd gebouwd op de plaats waar waarschijnlijk een moskee stond. |                      |
| Iglesia de Nuestra Señora de la Cabeza (Ogíjares)                  |                                                                            |      | Ogíjares                     | Andalusië          |                             |                                  | De kerk werd gebouwd op de plaats van een oude moskee. |                      |
| Iglesia de Santa Ana (Ogíjares)                                    |                                                                            |      | Ogíjares                     | Andalusië          |                             |                                  | De kerk werd gebouwd op de plaats waar eerder een moskee stond. |                      |
| Iglesia de San Gil (Granada)                                       | Hatabín-moskee                                                             |      | Granada                      | Andalusië          |                             |                                  | De werk werd na de verovering van Granada omgebouwd tot een kerk. In 1869 werd de kerk afgebroken. |                      |
| Iglesia de El Salvador (Granada)                                   |                                                                            |      | Granada                      | Andalusië          |                             |                                  | De kerk van El Salvador is een kerk in Granada, gelegen in het oudste deel van het Albaicin, en werd gebouwd op de oude moskee van Granada, gebouwd door de moslims van Baeza toen ze in de 13de eeuw in de stad aankwamen. In die tijd werd het beschouwd als een van de mooiste moskeeën in de islamitische wereld. |                      |
| Iglesia Imperial de San Matías                                     |                                                                            |      | Granada                      | Andalusië          |                             |                                  | De kerk werd gebouwd op de plaats waar eerder een moskee stond. |                      |
| Iglesia de Santa Ana (Granada)                                     | Aljama Almanzora-moskee                                                    |      | Granada                      | Andalusië          |                             |                                  | De kerk werd in 1537 gebouwd op een plaats waar voorheen een moskee stond. |                      |
| Iglesia de Nuestra Señora de la Asunción (Bujalance)               |                                                                            |      | Bujalance                    | Andalusië          |                             |                                  | Na de christelijke verovering van de stad werd door Ferdinand III van Castilië de moskee veranderd naar een kerk. |                      |
| Iglesia de San Nicolás de la Villa (Córdoba)                       |                                                                            |      | Córdoba                      | Andalusië          |                             |                                  | De kerktoren werd gebouwd op de overblijfselen van een eerdere islamitische minaret. |                      |
| Iglesia de Santa Marina (Córdoba)                                  |                                                                            |      | Córdoba                      | Andalusië          |                             | 2de helft van de 13de eeuw       | De kerk was voorheen een moskee werd na de verovering van de stad veranderd naar een kerk. Voorheen stond er een Visigotische kerk op de plaats. |                      |
| Iglesia de San Juan y Todos los Santos                             |                                                                            |      | Córdoba                      | Andalusië          |                             |                                  | Er wordt aangenomen dat de oorspronkelijke kerk en het klooster werden gebouwd op de plek van een moskee, hoewel er niets meer van over is. |                      |
| Iglesia de la Asunción y Ángeles (Cabra)                           |                                                                            |      | Cabra                        | Andalusië          |                             |                                  | Na de christelijke verovering van de stad in 1240 door Ferdinad III werd de moskee veranderd in een kerk. Later werd de kerk herbouwd. |                      |
| Iglesia de San Jorge (Alcalá de los Gazules)                       |                                                                            |      | Alcalá de los Gazules        | Andalusië          |                             |                                  | De kerk werd in de eerste helft van de 16de eeuw gebouwd op de plek van een oude moskee. |                      |
| Capilla de San Juan de Letrán (Zahara de la Sierra)                |                                                                            |      | Zahara de la Sierra          | Andalusië          |                             |                                  | De huidige kerk werd gebouwd op de plaats waar een moskee stond. Enkel de toren van de moskee bleef overeind. |                      |
| Primitiva Iglesia de Santa María de la Mesa                        |                                                                            |      | Zahara de la Sierra          | Andalusië          |                             | 1407                             | Na de verovering van de stad door de kruisvaarders werd de moskee omgedoopt tot een kerk. Na verloop van tijd raakte de kerk in verval. Tegenwoordig is het een verlaten reïune. |                      |
| Castillo de San Marcos (El Puerto de Santa María)                  |                                                                            |      | El Puerto de Santa María     | Andalusië          |                             | 1264                             | Het kasteel van San Marcos van El Puerto de Santa María is gebouwd op een oude islamitische moskee die omstreeks 1264 is veranderd in een versterkte kerk in de tijd van Alfonso X. De quibla-muur waar de mihrab staat en het Almohad-aspect van de constructie zijn nog steeds behouden. |                      |
| Iglesia de Santa Cruz (Cádiz)                                      |                                                                            |      | Cádiz                        | Andalusië          |                             |                                  | Er zijn aanwijzingen dat koning Alfonso X van Castilië, El Sabio, een kerk liet bouwen rond 1262-1263, op de overblijfselen van een Arabische moskee, om erin te worden begraven. Toen hij stierf, werd hij echter begraven in Sevilla. |                      |
| Iglesia de San Lucas (Jerez de la Frontera)                        |                                                                            |      | Jerez de la Frontera         | Andalusië          |                             |                                  | Na de christelijke verovering van de stad liet Alfonso X van Castilië de plaatselijke moskee veranderen in een kerk. |                      |
| Iglesia de San Marcos (Jerez de la Frontera)                       |                                                                            |      | Jerez de la Frontera         | Andalusië          |                             |                                  | De werd wered hoogstwaarschijnlijk gebouwd op de plaats van een oudere moskee. |                      |
| Iglesia de San Juan de los Caballeros (Jerez de la Frontera)       |                                                                            |      | Jerez de la Frontera         | Andalusië          |                             |                                  | Na de christelijke verovering van de stad liet Alfonso X van Castilië de plaatselijke moskee veranderen in een kerk. |                      |
| Catedral de Jerez de la Frontera                                   |                                                                            |      | Jerez de la Frontera         | Andalusië          |                             |                                  | De huidige kerk staat op een deel van de overblijfselen van de oude moskee van Jerez en de oude kerk van El Salvador (ook bekend als "Casa del Abad"), uit de 12e eeuw. Laatstgenoemde is ingestort vanwege de vervallen staat en er is weinig documentatie over beschikbaar. Belangrijke overblijfselen van de moskee werden ontdenkt. |                      |
| Iglesia de Santa Ana (Archidona)                                   |                                                                            |      | Archidona                    | Andalusië          |                             |                                  | De kerk werd mogelijk gebouwd op de oude moskee van een Arabische buitenwijk van Arsiduna. |                      |
| Iglesia de la Concepción (Daimalos)                                |                                                                            |      | Arenas                       | Andalusië          |                             |                                  | De moskee werd omgedoopt tot een kerk. De minaret werd veranderd in een klokkentoren. |                      |
| Iglesia de la Encarnación (Alhaurín el Grande)                     |                                                                            |      | Alhaurín el Grande           | Andalusië          |                             |                                  | De kerk was voorheen een moskee en Moorse kasteel. |                      |
| Iglesia de la Encarnación (El Burgo)                               |                                                                            |      | El Burgo                     | Andalusië          |                             |                                  | Na de christelijke verovering van de stad in 1485 werd de moskee omgebouwd tot een kerk. |                      |
| Iglesia de la Encarnación (Marbella)                               |                                                                            |      | Marbella                     | Andalusië          |                             | 1485                             | Na de verovering van Marbella, op 11 juni 1485, door koning Ferdinand werd de grootste moskee van de stad omgedoopt tot een kerk. |                      |
| Iglesia del Espíritu Santo (Ronda)                                 |                                                                            |      | Ronda                        | Andalusië          |                             | 1485                             | Na de verovering van de stad in 1485 werd de moskee veranderd in een kerk. |                      |
| Iglesia de la Inmaculada Concepción (Mijas)                        |                                                                            |      | Mijas                        | Andalusië          |                             |                                  | Tussen 1540 en 1565 werd de kerk gebouwd op de ruïnes van een moskee en een kasteel. |                      |
| Iglesia de Santa María la Mayor (Ronda)                            | Aljama-moskee van Ronda                                                    |      | Ronda                        | Andalusië          | Vermoedelijk 13de eeuw      | 1486                             | Na de verovering van de stad in 1486 werd de moskee omgebouwd tot een kerk. |                      |
| Iglesia de Santa Rosa de Lima (Igualeja)                           |                                                                            |      | Igualeja                     | Andalusië          |                             |                                  | De kerk was aanvankelijk de landelijke moskee van het dorp, waarvan het zijn toren of klokkentoren, een oude minaret of minaret in Mudejar-stijl heeft behouden. |                      |
| Iglesia del Rosario (Canillas de Aceituno)                         |                                                                            |      | Canillas de Aceituno         | Andalusië          |                             |                                  | De kerk werd gebouwd op de plaats van de oude moskee in de 16e eeuw in de gotische-Mudejar-stijl. Het werd gerenoveerd in de 19e eeuw. |                      |
| Iglesia de Santa María del Sagrario (Málaga)                       |                                                                            |      | Málaga                       | Andalusië          |                             |                                  | Er wordt aangenomen dat de kerk werd geopend in 1498 aan de voet van de minaret van de oude moskee, onder het mandaat van de eerste bisschop van Malaga, Diego Ramírez de Villaescusa. |                      |
| Kathedraal van Málaga                                              | Aljama-moskee van Málaga                                                   |      | Málaga                       | Andalusië          |                             | 1487                             | Paar dagen na de verovering van de stad werd de aljama-moskee omgebouwd tot een kathedraal door de katholieke vorsten. De kathedraal heeft zijn eigen tuinen en een prachtige oranje binnenplaats die herinnert aan de oude moskee. |                      |
| Iglesia de El Salvador (Ayamonte)                                  |                                                                            |      | Ayamonte                     | Andalusië          |                             |                                  | De kerk werd gebouwd in de 15de eeuw, rond 1400, op de ruïnes van een oude tempel, mogelijk de moskee van de stad tijdens de islamitische overheersing. Van de oude verwoeste tempel is alleen de toren bewaard gebleven. |                      |
| Iglesia de Santa María de la Granada (Niebla)                      |                                                                            |      | Niebla                       | Andalusië          |                             |                                  | Na de verovering van de stad werd de belangrijkste moskee van Niebla veranderd in een kerk. De muren en de mihrab zijn nog zichtbaar. |                      |
| Parroquia Mayor de San Pedro de Huelva                             |                                                                            |      | Huelva                       | Andalusië          |                             |                                  | Na de verovering van Huelva werd de kerk gebouwd op de overblijfselen van een oude moskee. |                      |
| Iglesia de San Felipe (Carmona)                                    |                                                                            |      | Carmona                      | Andalusië          |                             | 1247                             | Het is duidelijk te zien dat de kerk ooit een moskee was, zo is de minaret en de alfiz nog duidelijk zichtbaar. |                      |
| Iglesia de Santa María de la Estrella (Coria del Río)              |                                                                            |      | Coria del Río                | Andalusië          |                             |                                  | Na de verovering van Coria werd de oude Almohaden moskee dat gedeeltelijk vernietigd werd omgedoopt tot een kerk en werd het in de loop der jaren uitgebreid. |                      |
| Iglesia de San Miguel (Morón de la Frontera)                       |                                                                            |      | Morón de la Frontera         | Andalusië          |                             |                                  | De kerk zou op een oude moskee gebouwd zijn en mogelijk is de kerktoren een gedeeltelijke overblijfsel van een oude minartet. |                      |
| Iglesia de Santa María (Sanlúcar la Mayor)                         |                                                                            |      | Sanlúcar la Mayor            | Andalusië          |                             | vermoedelijk 1214                | De kerk dateert uit de 13e eeuw, het begin van de bouw dateert tussen 1214 en 1251, hoewel het niet bekend is of het een nieuw gebouw is of dat het werd gebouwd op een oude moskee die in deze omgeving bestond. |                      |
| Iglesia de Nuestra Señora de la Consolación (Cazalla de la Sierra) |                                                                            |      | Cazalla de la Sierra         | Andalusië          |                             |                                  | De kerk werd vermoedelijk gebouwd op de plaats van een oude Almohaden moskee. |                      |
| Iglesia de Nuestra Señora de la Asunción (Lora del Río)            |                                                                            |      | Lora del Río                 | Andalusië          |                             |                                  | De kerk werd vermoedelijk gebouwd op de plaats van een oude Moorse moskee. |                      |
| Iglesia de Santa María la Mayor (Estepa)                           |                                                                            |      | Estepa                       | Andalusië          |                             |                                  | Mogelijk was het eerste gebouw van islamitische oorsprong, en daarop werd een 14e-eeuwse gotische kerk gebouwd. |                      |
| Iglesia de Santa Cruz (Écija)                                      |                                                                            |      | Écija                        | Andalusië          | 8ste eeuw                   | 13de eeuw                        | In het moslimtijdperk, tussen de 8ste en 13de eeuw, bevond zich een van de moskeeën van Écija op deze plek, de huidige toren werd gebouwd op de oude minaret, voorheen was het een Visigotische tempel. |                      |
| Iglesia de Santa Catalina (Sevilla)                                |                                                                            |      | Sevilla                      | Andalusië          |                             |                                  | De archeologische opgraving tijdens de restauratie sluiten niet uit dat er zich op de plaats van van de kerk een moskee zou bevinden, net zoals niet uitgesloten is dat de toren een hergebruikte minaret zou zijn. |                      |
| Iglesia de San Gil (Sevilla)                                       |                                                                            |      | Sevilla                      | Andalusië          |                             |                                  | De historicus Ortiz de Zúñiga was van mening dat het gebouwd werd op de plek van een oude moskee, waarvan de overblijfselen nog steeds bewaard zijn gebleven aan de voet van de toren en in de kapel van het heiligdom. |                      |
| Iglesia de San Juan de la Palma                                    |                                                                            |      | Sevilla                      | Andalusië          |                             |                                  | De kerk is gebouwd op een oude moskee. |                      |
| Iglesia del Sagrario (Sevilla)                                     |                                                                            |      | Sevilla                      | Andalusië          |                             |                                  | De bouw van de kerk begon in 1618 op overblijfselen van een oude moskee en verschillende kappelen die werden vernietigd. |                      |
| Iglesia del Salvador (Sevilla)                                     | Ibn Adabbás-moskee                                                         |      | Sevilla                      | Andalusië          | 829-830                     | 1248                             | Het was de grootste moskee in Sevilla totdat in 1182 de Almohaden de grotere moskee creëerden. Na de herovering van Sevilla in 1248 plaatste Ferdinand III van Castilië de kathedraal in de oude belangrijkste moskee van de stad. Vervolgens heeft de moskee van Ibn Adabbás met de aanroep van de Goddelijke Verlosser van de Wereld christelijk gemaakt. |                      |
| Real Iglesia de Santa Marta (Martos)                               |                                                                            |      | Martos                       | Andalusië          |                             | 1225                             | De kerk werd gebouwd in het hart van de oude stad, op de ruïnes van een Moorse moskee en was voorheen een Romeinse tempel. |                      |
| Iglesia de Santa Marina (Andújar)                                  |                                                                            |      | Andújar                      | Andalusië          |                             |                                  | De kerk bevindt zich op de plek van wat blijkbaar de oude moskee was, in het huidige stedelijke historische centrum van de stad, een oude ommuurde omheining. |                      |
| Basílica de Santa María la Mayor de Linares                        |                                                                            |      | Linares                      | Andalusië          |                             |                                  | Het is een historisch-artistiek monument, het werd gebouwd op een oude moskee, in de 13e tot 15e eeuw. |                      |
| Basílica de Santa María de los Reales Alcázares                    |                                                                            |      | Úbeda                        | Andalusië          |                             | 1233                             | De kerk werd gebouwd op de overblijfselen van een oude moskee. |                      |
| Iglesia de Santa María Magdalena (Jaén)                            |                                                                            |      | Jaén                         | Andalusië          | 8ste eeuw                   | 16de eeuw                        | De kerk werd gebouwd in het begin van de 16e eeuw, op een oude moskee, die op zijn beurt werd gebouwd op een eerdere Romeinse tempel. De moskee werd gebouwd door Abderahman II. |                      |
| Catedral de la Natividad de Nuestra Señora de Baeza                |                                                                            |      | Baeza                        | Andalusië          |                             |                                  | De kathedraal werd gebouwd op de plaats ven een oude moskee. In 1395 werd de kerktoren bovenop de minaret gebouwd. |                      |
| Iglesia de Nuestra Señora de la Anunciación (Alicún de Ortega)     |                                                                            |      | Alicún de Ortega             | Andalusië          |                             |                                  | De kerk werd gebouwd op de plaats van een oude moskee. |                      |
| Kathedraal van Madrid                                              |                                                                            |      | Madrid                       | Madrid             |                             | 1083                             | De kathedraal werd gebouwd op de plaats van een moskee dat verwoest werd door Alfonso VI toen hij de stad in 1083 veroverde op de Moren. De naam Almudena komt van het Arabische woord al-mudayna, wat 'citadel' betekent. |                      |
| Ermita de la Virgen de Gracia (Archidona)                          |                                                                            |      | Archidona                    | Andalusië          | 9de/10de eeuw               | 15e eeuw                         | Na de verovering van de stad op de Moren werd de moskee in gewijd tot een kerk. |                      |
| Catedral de la Asunción de Jaén                                    |                                                                            |      | Jaén                         | Andalusië          |                             | 1246                             | Na de verovering van de stad op de Moren door Ferdinand III werd de moskee in omgebouwd tot een kerk. In 1368 werd een poging gedaan door de Moren om de stad terug te herovereren waarbij de kathedraal ernstige schade opliep. |                      |
| Concatedral de Guadalajara                                         |                                                                            |      | Guadalajara                  | Castilië-La Mancha | 13e eeuw                    | 14e eeuw                         | Na de verovering van de stad in 1085 bleef het een tijdje een moskee, pas later werd het omgedoopt tot een kathedraal. |                      |
| Kathedraal van Ibiza                                               |                                                                            |      | Ibiza                        | Balearen           |                             |                                  | De kathedraal werd gebouwd op de oude moskee van Ibiza. |                      |
| Kathedraal van Cuenca                                              |                                                                            |      | Cuenca                       | Castilië-La Mancha |                             | 1183                             | Cuenca werd in 1183 bisdom gemaakt en er werd begonnen met de bouw van de kathedraal op de fundamenten van de belangrijkste moskee. |                      |
| Ermita de Nuestra Señora de Cuatrovitas                            |                                                                            |      | Bollullos de la Mitación     | Andalusië          |                             |                                  | De moskee bestond al vanaf de tijd van de Almohadden en werd bouwd voor de Grillada in Sevilla. Later werd de moskee een kerk. |                      |
| Real Convento de Santiago (Vélez-Málaga)                           |                                                                            |      | Vélez-Málaga                 | Andalusië          |                             | 1487                             | In 1487 werd Vélez-Málaga veroverd door de katholieke vorsten op de Moren. Vanaf deze datum vond een geleidelijke transformatie van het gebouw plaats, met behoud van elementen van het Mudejar-plastic, zoals de binnenplaats, met een mooi spoor, of de overblijfselen van sebkadoeken uit de oude minaret hergebruikt als christelijke toren. |                      |
| Convento de Santa Clara (Córdoba)                                  |                                                                            |      | Córdoba                      | Andalusië          | 976                         |                                  | Het werd gebouwd op een oude moskee uit het jaar 976 dat op zijn beurt gebouwd werd op de basiliek van Santa Catalina, uit de 6e eeuw, een van de belangrijkste christelijke tempels van de stad in het Visigotische tijdperk. |                      |
| Alquería del Cortijo del Centeno                                   |                                                                            |      | Lorca                        | Murcia             |                             |                                  | Alquería del Cortijo del Centeno is een archeologische site waar zich een moskee, een boerderij en een begraafplaats bevond. De site dateerd uit het Almohadden tijdperk. |                      |
| Mezquita-catedral van Badajoz                                      | Moskee van Ibn Marwan                                                      |      | Badajoz                      | Extremadura        | 9de eeuw                    | 1230                             | Het was de eerste paleisachtige moskee tijdens de moslimperiode, na de christelijke verovering werd het de eerste kathedraal in de stad en later in de kerk (na het bouwen van een nieuwe op een andere locatie, de kathedraalzaal verplaatst). |                      |
| Hotel Reina Cristina                                               | Mezquita Aljama de Algeciras                                               |      | Algeciras                    | Andalusië          | Eind 8de eeuw               | 1379                             | De moskee werd vermoedelijk gebouwd op resten van een Byzantijnse kerk of een heidense tempel. Na de verovering van de stad door Alfonso XI in 1344, werd de moskee gewijd als een nieuwe kathedraal. In 1369 keerde het gebouw echter terug naar de islamitische eredienst na de herovering van de stad door Muhammad V van Granada om later te worden vernietigd in 1379. Tegenwoordig is het een verlaten ruïne in de tuin van het Hotel Reina Cristina. |                      |
| Mezquita de Busquístar                                             |                                                                            |      | Busquístar                   | Andalusië          |                             |                                  | De historiografische bronnen bieden geen verwijzingen naar La Mezquita tot ver in de 19e eeuw, toen Pascual Madoz bericht over het bestaan in Busquístar van 'de muren van een moskee. Sinds 2007 is het gebied beschermd als archeologische vindplaats en is het van cultureel belang. |                      |
| Mezquitilla de Al-Eta-Alcuaz                                       |                                                                            |      | Tudela                       | Navarra            | 1113                        | 16de eeuw                        | Over de beschrijving is weinig bekend maar het was zeker een kleine moskee. |                      |
| Mezquita de la Al-Hamdaka (Tudela)                                 |                                                                            |      | Tudela                       | Navarra            | 9de eeuw                    |                                  | De Mezquita de la Al-Hamdaka was de eerst moskee in Tudela. |                      |
| Alminar de Salares                                                 |                                                                            |      | Salares                      | Andalusië          | 13de/14de eeuw              |                                  | De minaret is het enige overblijfsel van de toenmalige moskee. |                      |
| Nuestra Señora de la Encarnación, Nàquera                          |                                                                            |      | Náquera                      | Valencia           |                             | 13de eeuw                        | De kerk werd gebouwd op de plaats van een voormalige moskee. |                      |